# Centro Universitário de Volta Redonda
O Centro Universitário de Volta Redonda (UniFOA) é uma instituição de ensino superior localizada na cidade de Volta Redonda, região Sul Fluminense do estado do Rio de Janeiro, Brasil. 

## História
Quando houve a primeira demanda por ensino superior na região Sul-Fluminense, no ano de 1967, um grupo de profissionais idealizou uma fundação para ser a mantenedora dos cursos. Assim surgiu, em Volta Redonda, a Fundação Oswaldo Aranha, uma instituição sem fins lucrativos, de caráter educacional e cultural. A escolha do nome foi feita em homenagem ao ministro das relações exteriores do Governo de Getúlio Vargas.
Sua instituição teve como meta suprir a demanda por ensino superior na região sul do Estado do Rio de Janeiro, e para isso foram instituídas as faculdades: de Ciências Médicas em 1968, de Odontologia (1970), de Engenharia Civil em 1970, de Educação Física em 1971 e de Ciências Contábeis em 1975.
Em 1993, as faculdades mantidas pela FOA foram integradas por meio do Centro de Ensino Superior de Volta Redonda (CESVRE), que em 1999 foi reconhecido como centro universitário pelo Ministério da Educação, passando a ser denominado como Centro Universitário de Volta Redonda (UniFOA).
No ano de 2010, os cursos da área de saúde tiveram conceitos acima da média satisfatória no Enade (Exame Nacional de Desempenho dos Estudantes).
Hoje são mais de 6 mil alunos matriculados, mais de 13 mil formados nos 22 cursos oferecidos, espalhados por 6 campus. Cerca de 35 milhões de reais investidos em infraestrutura na última década, 65 mil pessoas beneficiadas anualmente em projetos sociais e mais de um milhão de reais em bolsas de estudos por ano.
Em 2017, a FOA completou 50 anos celebrando, também, os 18 anos do UniFOA.